# Rabel II Soter
Rabel II Soter – ostatni król Nabatejczyków, panujący w latach 70–106, syn Malichusa II (króla Nabatejczyków) i królowej Szukailat. Doceniając walory strategiczne Bostry, przeniósł do niej stolicę z Petry.
Z powodu małoletniości Rabela II jego matka (królowa Szukailat) przez kilka lat sprawowała regencję. Informacji o jego panowaniu dostarczają jedynie inskrypcje i monety. Inskrypcja odkryta w Obodzie, pochodząca z roku 88, podaje jego przydomek: „Król Rabel, król Nabatejczyków, który przyniósł życie i oswobodzenie swojemu ludowi”.
Po śmierci Rabela II pretensje do tronu zgłaszał Malichus III, jednak cesarz rzymski Trajan postanowił anektować Nabateę. Ziemie Nabatejczyków najechał Korneliusz Palma, gubernator Syrii, i zajął je praktycznie bez oporu. 22 marca 106 Nabatea została oficjalnie włączona do imperium rzymskiego, tworząc prowincję Arabia (ze stolicą w Bostrze).